# خورشیدگرفتگی ۲۰ مارس ۲۰۱۵

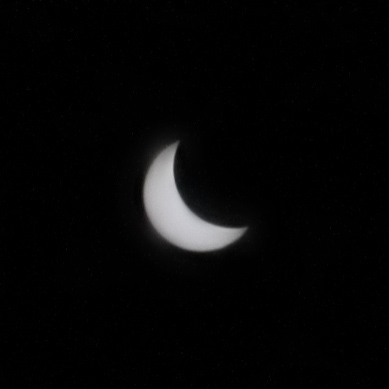
برلین ۱۰:۲۸

خورشیدگرفتگی ۲۰ مارس ۲۰۱۵ (به انگلیسی: Solar eclipse of March 20, 2015) یک خورشیدگرفتگی از نوع خورشیدگرفتگی کامل بود. این خورشیدگرفتگی در تاریخ ۲۰ مارس ۲۰۱۵ میلادی (‎۲۹ اسفند ۱۳۹۳ خورشیدی) روی داد که زمان اوج آن، ساعت ۹:۴۶:۴۷ به‌وقت ساعت هماهنگ جهانی بود. مدت زمان و طول این خورشیدگرفتگی ۲ دقیقه و ۴۷ ثانیه بود. این خورشیدگرفتگی دقیقاً یک روز قبل از ابتدای سال نوی ایرانی (نوروز) و دقیقاً یک روز پیش از یکی از دو ابتدای سال نوی عبری در ۱ نیسان به وقوع پیوست.
این خورشیدگرفتگی از شرق اقیانوس اطلس آغاز و از گریلند به شمال سیبری رسید. این گرفت در غرب و شمال ایران با درصد پوشش بیشتر خورشید و در تهران بسیار محدود رصد شد.